# Kościół św. Józefa Oblubieńca w Wałbrzychu
Kościół św. Józefa Oblubieńca – rzymskokatolicki kościół parafialny mieszczący się w Wałbrzychu, w dzielnicy Sobięcin.

## Historia

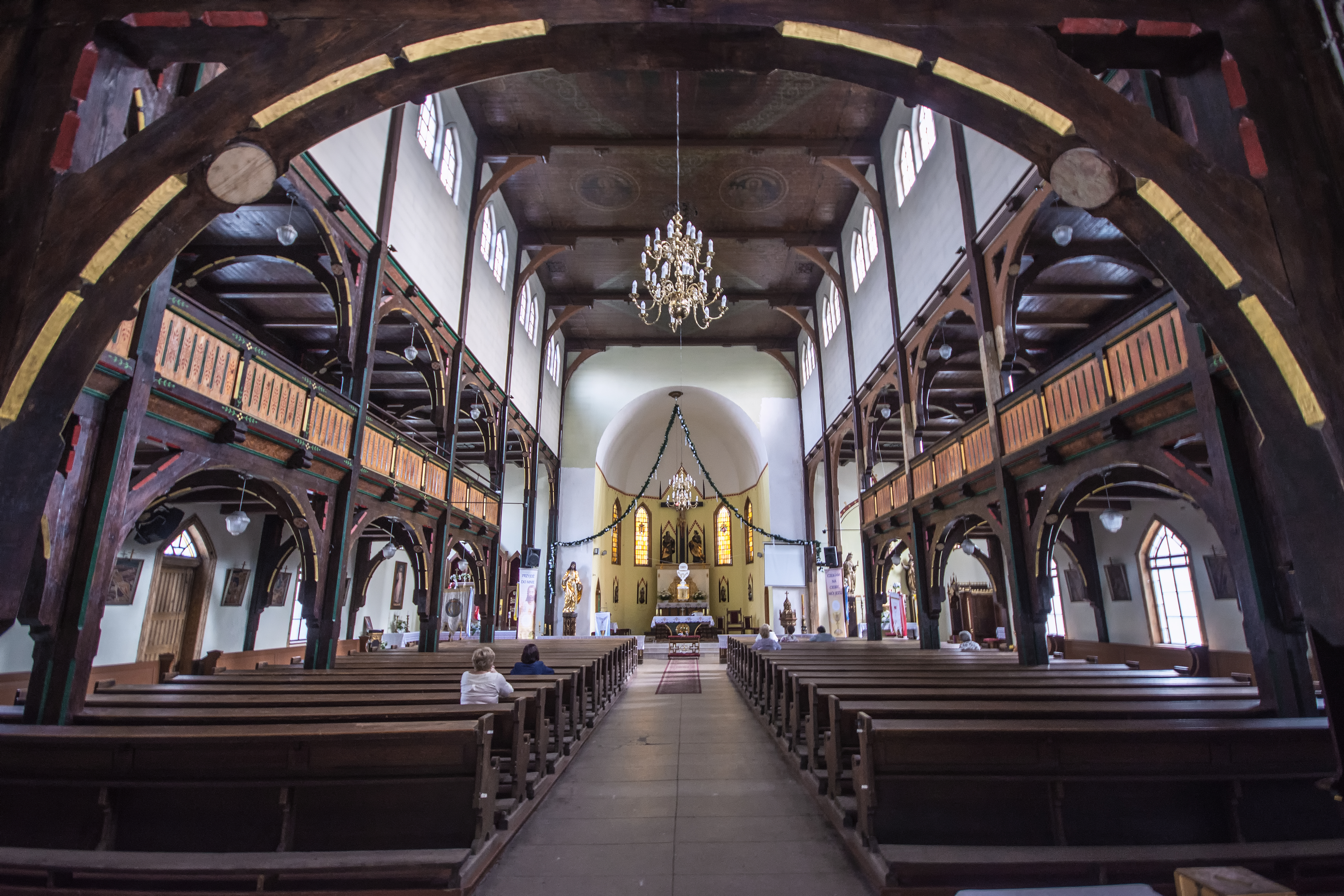
Wnętrze kościoła

Pierwotnie na miejscu kościoła stała kaplica przy sierocińcu prowadzonym przez siostry elżbietanki. Ponieważ kaplica nie była w stanie pomieścić dużej liczby wiernych, postanowiono wybudować kościół. Obecna świątynia została wybudowana w latach 1908–1910 z muru wiązarkowego (mur pruski) ze względu na oszczędności. Zatwierdzony plan świątyni zawierał około 2000 miejsc – w tym 650 miejsc siedzących. Dla zapewnienia większej liczby miejsc postanowiono wyposażyć budowlę w balkony. Ściany kościoła zostały wyłożone 3-centymetrową warstwą impregnowanego korka. Dokładna data poświęcenia budowli nie jest znana. W 1911 zostały poświęcone 2 dzwony, które zostały umieszczone na wieży świątyni. 27 czerwca 1917 roku dwa wielkie dzwony z wieży kościelnej zostały zabrane na potrzeby wojny. W 1919 roku rzeźbiarz Beule z Bytomia wykonał dwie rzeźby: Maryi i Świętego Jana. 1 października 1920 roku Sobięcin otrzymał własną parafię, a kościół św. Józefa został mianowany kościołem parafialnym.

## Organy
W kościele znajdują się organy wykonane przez firmę Schlag & Söhne. Instrument posiada 10 rejestrów oraz pneumatyczną trakturę gry i trakturę rejestrów.